# Steve Kiner
Steve Kiner (Sandstone, Minnesota; 12 de junio de 1947-24 de abril de 2025) fue un jugador estadounidense de fútbol americano que jugó nueve temporadas con cinco equipos en la NFL en la posición de linebacker y miembro del Salón de la Fama del Fútbol Americano Universitario.

## Carrera

### Universidad
Originalmente fue aceptado para jugar con los Florida Gators, pero rechazó la idea y se unió a los Tennessee Volunteers donde jugó de linebacker titular en tres temporadas. Jugó junto al futuro miembro del Salón de la Fama de la NFL Jack "Hacksaw" Reynolds y nombrado mejor jugador de segundo año de la SEC.
En 1968 registró 12 tackleadas y 2 intercepciones ante Ole Miss Rebels jugando con el cuello roto. En 1969 ganó el premio al defensivo del año de la SEC, además de dos veces All-SEC y una selección como All-American.
En 1999 se convirtió en miembro del Salón de la Fama del Fútbol Americano Universitario, del University of Tennessee Athletics Hall of Fame y del SEC Football Legends. Un año antes se convirtió en miembro del Tennessee Sports Hall of Fame. En 1990 fue nombrado en la lista del equipo del siglo de los Volunteers.

### Profesional
Kiner fue seleccionado por los Dallas Cowboys en la posición 73 de la tercera ronda del Draft de la NFL de 1970 con los que jugó en el Super Bowl V. En 1971 tuvo problemas con el coach Tom Landry luego de que Landry convenciera a Chuck Howley de abandonar su retiro y tomar el puesto de Kiner, lo que hizo que fuera cambiado a los New England Patriots por una selección de cuarta ronda del Draft de 1973 (#90-Robert West) el 23 de julio.
Jugó con los New England Patriots una temporada en la que fue titular y tuvo 4 intercepciones. En 1972 fue expulsado del campo de entrenamiento por el coach John Mazur y cambiado a los Miami Dolphins por el defensive lineman Bill Griffin el 4 de agosto. Los Miami Dolphins colocaron a Kiner en lista de waivers antes de que terminara el campo de entrenamiento el 30 de agosto de 1972.
El 2 de septiembre de 1972 los Washington Redskins lo contratan para su equipo de práctica, siendo dejado en libertad el 11 de septiembre de 1973.
El 12 de septiembre de 1973 regresa a los New England Patriots para jugar una temporada. El 30 de enero de 1974 fue cambiado a los Houston Oilers por una selección de novena ronda (#209-Ed McCartney).
Kiner tuvo un giro en su carrera con los Houston Oilers donde tuvo temporadas productivas gracias al coach Bum Phillips. Fue liberado el 27 de agosto de 1979.